# Бой у мыса Пассеро
Бой у мыса Пассеро (англ. Battle of Cape Passero, итал. Battaglia di Capo Passero) — морской бой, произошедший во время Второй мировой войны 12 октября 1940 года на Средиземном море после очередного британского конвоя на остров Мальта между британским лёгким крейсером «Аякс» и семью итальянскими эсминцами и миноносцами.

## Предыстория
В октябре 1940 года британский Средиземноморский флот осуществил операцию по снабжению Мальты, обозначенную MB.6. Конвой вышел 8 октября из египетской Александрии в составе четырёх транспортов, двух крейсеров ПВО и четырёх эсминцев. Силами дальнего прикрытия, включавшими в себя четыре линейных корабля, два авианосца, шесть крейсеров и семнадцать эсминцев, командовал вице-адмирал Каннингем, находившийся на флагмане «Уорспайт». Единственным происшествием в пути стал подрыв на мине эсминца «Империал», который затем отбуксировали на Мальту. Конвой добрался до места назначения 11 октября. Из-за плохой погоды итальянский флот не напал на конвой. Британскому лёгкому крейсеру «Аякс» по прибытии конвоя была поручена миссия разведки.

## Ход боя

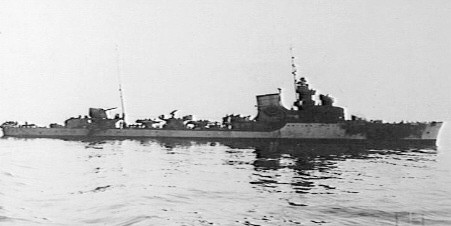
Неподвижный и оставленный экипажем «Артильере»

Итальянский командующий адмирал Кампиони приказал разместить группу эсминцев у мыса Бон, который находится в Тунисе западнее Сицилии, на случай, если британские корабли пойдут в Гибралтар. В это же время флотилия из четырёх эсминцев и трёх миноносцев патрулировала воды юго-восточнее Сицилии и северо-восточнее Мальты, корабли находились на расстоянии пяти с половиной километров друг от друга. Итальянские эсминцы (все типа «Сольдати»): «Артильере», «Камичия Нера», «Авиере», и «Джениере». Миноносцы типа «Спика»: «Ариэль», «Альчионе», и «Аироне».
В 1 час 37 минут «Аякс», идущий на восток, был замечен с эсминца «Альчионе». Корабли находились на расстоянии восемнадцати километров друг от друга. В 1 час 48 минут к «Альчионе» присоединились два других миноносца, и они открыли огонь по кораблю ничего не подозревавших британцев. Три снаряда попали в цель, из них два — по мостику и один — на два метра ниже ватерлинии. Британцы сразу же начали стрельбу по «Ариэль», ближайшему итальянскому кораблю. Кораблю был причинен тяжелейший урон, и он затонул в течение двадцати минут вместе с командиром корабля и всей командой. Следующей целью «Аякса» стал «Аироне», успевший выпустить две торпеды до того, как его мостики и верхняя палуба были уничтожены мощным артиллерийским огнём с близкого расстояния. Корабль также в скором времени затонул. «Альчионе» не стал вступать в бой и ушёл в 2 часа 3 минуты. «Аякс» тем временем продолжил курс на восток. 
В 2 часа 15 минут радар «Аякса» обнаружил два итальянских эсминца; шедший первым «Авиере» сразу же получил серию попаданий в носовую оконечность и, повернув обратно, с тяжёлыми повреждениями вышел из боя. Шедший следом «Артильере» выпустил одну торпеду и, двигаясь зигзагами, открыл огонь из орудий. Четыре снаряда с итальянского корабля попали в цель, выведя из строя одну из батарей и радар «Аякса». В 2 часа 30 минут «Артильере» все-таки был накрыт огнём, погибла большая часть экипажа и командующий флотилии капитан Карло Марготтини. После этого, обменявшись серией безрезультатных залпов с «Камичия Нера», «Аякс» удалился.

## Итоги боя
За время боя «Аякс» выпустил четыреста девяносто снарядов и четыре торпеды. На борту погибли 13 человек, 22 получили ранения. Ремонт крейсера занял около одного месяца и к 5 ноября корабль был вновь в строю. Сразу же после боя «Камичия Нера» взяла на буксир «Артильере», но утром вынуждена была его оставить в связи с приближением британской эскадры. «Артильере» был взорван торпедой, выпущенной тяжёлым крейсером «Йорк».

## Интересные факты
- 11 августа 1718 года в этом же месте произошло сражение, в котором британский флот одержал победу над испанским флотом.[2]
- После падения фашизма в Италии, эсминец «Черная рубашка» (итал. Camicia Nera) 8 сентября 1943 года переименован в «Артильере», а после войны передан СССР в счёт репараций.[3]